# پرزیسوچا
پرزیسوچا (به لاتین: Przysucha) یک شهر و گمینا در لهستان است که در گمینا پژسوخا واقع شده‌است. پرزیسوچا ۶٫۹۸ کیلومتر مربع مساحت و ۶٬۲۴۵ نفر جمعیت دارد.